# Gustav Heinrich Ralph von Koenigswald
Gustav Heinrich Ralph von Koenigswald (ofta G.H.R. Koenigswald eller G.H. Ralph von Koenigswald), född 1902 i Berlin, död 10 juli 1982 i Bad Homburg von der Höhe, var en tysk geolog/paleontolog.
Koenigswald föddes i Berlin 1902 under en tid då många stora upptäckter gjordes inom geologi och djurens (och människans) evolution. Från att tidigt ha fascinerats av områdena så började han vid 15 års ålder bygga upp sin egen samling av fossil med en hörntand från en noshörning. Sin utbildning fick han på universiteten i Berlin, Tübingen, Köln och München.

## Stora upptäckter
Bland annat så är Koenigswald en av de tidiga utforskarna av förmänniskan Homo erectus. Framför allt var han inblandad i de senare exemplar av arten som upptäcktes på Java och i Peking-området (Pekingmänniskan. Han är också namngivare till flera av de namn som givits Homo erectus innan den nuvarande benämningen blev standard, bland annat Pithecanthropus erectus och Meganthropus javanensis. Genuset pithecanthropus används för övrigt fortfarande av vissa asiatiska forskare. Koenigswald står även som namngivare till Gigantopithecus blakii. Mycket av sin forskning företog han på Java.

## Andra världskriget
En del av andra världskriget tillbringade Koenigswald som fånge i japanska krigsläger. Han lyckades dock dölja en stor del av fossilen som han grävt upp från japanerna. Endast ett av kranierna blev konfiskerat av den japanska krigsmakten och förärat den japanske kejsare Hirohito som gåva. Detta förde i och för sig forskningen framåt då amerikanska forskare som arbetat med Homo erectus i Afrika fick nys om skallen. Efter kriget så samarbetade Koenigswald med dessa när man gjorde upp beskrivningen av denna art.

## Efter kriget
Efter andra världskriget förärades Koenigswald en professorstitel i Paleontologi vid universitetet i Utrecht i Nederländerna. Han kom att arbeta för universitet i tjugo år och gjorde under denna tid en del större upptäckter tillsammans med studenter i Sydafrika, Filippinerna, Borneo, Thailand och Pakistan. I Pakistan fann han flera fossil som han senare beskrev som Sivapithecus och Ramapithecus. Han var också länge en anhängare av teorin om att den indiska subkontinenten utgjorde mänsklighetens vagga. De sista fjorton åren av sitt liv ägnade han åt att bygga upp ett paleontologiskt forskningscenter i Frankfurt i sitt hemland Tyskland.